# Ron Hainsey
Ronald Martin "Ron" Hainsey, född 24 mars 1981 i Bolton, är en amerikansk professionell ishockeyback som spelar för Ottawa Senators i NHL.
Han har tidigare spelat på NHL-nivå för Toronto Maple Leafs, Pittsburgh Penguins, Carolina Hurricanes, Winnipeg Jets, Atlanta Thrashers, Columbus Blue Jackets och Montreal Canadiens och på lägre nivåer för Hamilton Bulldogs och Citadelles de Québec i AHL, UMass Lowell River Hawks (University of Massachusetts Lowell) i NCAA och Team USA i USHL.
Hainsey draftades i första rundan i 2000 års draft av Montreal Canadiens som 13:e spelare totalt.

## Statistik
| 1997–1998   | U.S. National U17 Team   |             | 18   | 2  | 7   | 9   | 28  | —  | — | —  | —  | —  |
|             | U.S. National U18 Team   | NAHL        | 40   | 4  | 7   | 11  | 16  | 5  | 0 | 1  | 1  | 0  |
|             | Team USA                 | USHL        | 3    | 0  | 0   | 0   | 0   | —  | — | —  | —  | —  |
| 1998–1999   | Team USA                 | USHL        | 48   | 5  | 12  | 17  | 45  | —  | — | —  | —  | —  |
| 1999–2000   | UMass Lowell River Hawks | NCAA        | 30   | 3  | 8   | 11  | 20  | —  | — | —  | —  | —  |
| 2000–2001   | UMass Lowell River Hawks | NCAA        | 33   | 10 | 26  | 36  | 51  | —  | — | —  | —  | —  |
|             | Citadelles de Québec     | AHL         | 4    | 1  | 0   | 1   | 0   | 1  | 0 | 0  | 0  | 0  |
| 2001–2002   | Citadelles de Québec     | AHL         | 63   | 7  | 24  | 31  | 26  | 3  | 0 | 0  | 0  | 0  |
| 2002–2003   | Montreal Canadiens       | NHL         | 21   | 0  | 0   | 0   | 2   | —  | — | —  | —  | —  |
|             | Hamilton Bulldogs        | AHL         | 33   | 2  | 11  | 13  | 26  | 23 | 1 | 10 | 11 | 20 |
| 2003–2004   | Montreal Canadiens       | NHL         | 11   | 1  | 1   | 2   | 4   | —  | — | —  | —  | —  |
|             | Hamilton Bulldogs        | AHL         | 54   | 7  | 24  | 31  | 35  | 10 | 0 | 5  | 5  | 6  |
| 2004–2005   | Hamilton Bulldogs        | AHL         | 68   | 9  | 14  | 23  | 45  | 4  | 1 | 1  | 2  | 0  |
| 2005–2006   | Columbus Blue Jackets    | NHL         | 55   | 2  | 15  | 17  | 43  | —  | — | —  | —  | —  |
|             | Hamilton Bulldogs        | AHL         | 22   | 3  | 14  | 17  | 19  | —  | — | —  | —  | —  |
| 2006–2007   | Columbus Blue Jackets    | NHL         | 80   | 9  | 25  | 34  | 69  | —  | — | —  | —  | —  |
| 2007–2008   | Columbus Blue Jackets    | NHL         | 78   | 8  | 24  | 32  | 25  | —  | — | —  | —  | —  |
| 2008–2009   | Atlanta Thrashers        | NHL         | 81   | 6  | 33  | 39  | 32  | —  | — | —  | —  | —  |
| 2009–2010   | Atlanta Thrashers        | NHL         | 80   | 5  | 21  | 26  | 39  | —  | — | —  | —  | —  |
| 2010–2011   | Atlanta Thrashers        | NHL         | 82   | 3  | 16  | 19  | 24  | —  | — | —  | —  | —  |
| 2011–2012   | Winnipeg Jets            | NHL         | 56   | 0  | 10  | 10  | 23  | —  | — | —  | —  | —  |
| 2012–2013   | Winnipeg Jets            | NHL         | 47   | 0  | 13  | 13  | 10  | —  | — | —  | —  | —  |
| 2013–2014   | Carolina Hurricanes      | NHL         | 82   | 4  | 11  | 15  | 45  | —  | — | —  | —  | —  |
| 2014–2015   | Carolina Hurricanes      | NHL         | 81   | 2  | 8   | 10  | 16  | —  | — | —  | —  | —  |
| 2015–2016   | Carolina Hurricanes      | NHL         | 81   | 5  | 14  | 19  | 37  | —  | — | —  | —  | —  |
| 2016–2017   | Carolina Hurricanes      | NHL         | 56   | 4  | 10  | 14  | 17  | —  | — | —  | —  | —  |
|             | Pittsburgh Penguins      | NHL         | 16   | 0  | 3   | 3   | 4   | 25 | 2 | 6  | 8  | 6  |
| 2017–2018   | Toronto Maple Leafs      | NHL         | 80   | 4  | 19  | 23  | 20  | 7  | 0 | 1  | 1  | 4  |
| 2018–2019   | Toronto Maple Leafs      | NHL         | 81   | 5  | 18  | 23  | 21  | 7  | 0 | 1  | 1  | 2  |
| NHL totalt  | NHL totalt               | NHL totalt  | 1068 | 58 | 241 | 299 | 431 | 39 | 2 | 8  | 10 | 12 |
| AHL totalt  | AHL totalt               | AHL totalt  | 244  | 29 | 87  | 116 | 151 | 41 | 2 | 16 | 18 | 26 |
| NCAA totalt | NCAA totalt              | NCAA totalt | 63   | 13 | 34  | 47  | 71  | —  | — | —  | —  | —  |
| USHL totalt | USHL totalt              | USHL totalt | 51   | 15 | 12  | 17  | 45  | —  | — | —  | —  | —  |